# Branchiomma argus
Branchiomma argus är en ringmaskart som först beskrevs av Sars 1862.  Branchiomma argus ingår i släktet Branchiomma och familjen Sabellidae. Inga underarter finns listade i Catalogue of Life.